# Dina Carroll
Geraldine Carroll, ou simplesmente Dina Carroll (Newmarket, 21 de agosto de 1968) é uma cantora britânica de ascendência escocesa e africana. Suas músicas variam do estilo dance-pop ao R&B. Primeiras gravações profissionais de Carroll foram em meados de 1980, com regravação da canção Walk on By de Dionne Warwick.
Em 1994, foi premiada como melhor artista solo feminina britânica.

## Discografia
Álbuns
- So Close (1993)
- Only Human (1996)
- Dina Carroll (1998/99/00)
- The Very Best Of (2001)
- The Collection (2004)